# 諏訪氏
諏訪氏（すわし／すわうじ）は、社家・武家・華族だった日本の氏族。諏訪大社上社の大祝（おおほうり）を世襲する信濃国諏訪郡の領主であり、神氏（みわし）とも称した。鎌倉時代には御家人に列するとともに、北条氏の被官となり、信濃国の武士団神党の中心となる。戦国時代に下社の金刺氏を滅ぼして諏訪一円を統一するも、後に武田信玄に滅ぼされる。武田氏滅亡後、一族の諏訪頼忠が旧領を回復。江戸時代には社家・武家が分立して後者は信濃国高島藩（諏訪藩）主家となり、明治に至って華族の子爵家に列する。かつては諏方氏の表記であり、江戸時代には武家が諏訪、社家が諏方の家名を称した。

## 概説
神氏（諏訪氏）は代々、諏訪大社上社の大祝を務めてきた一族である。出自については諸説あり、大神氏の同族または金刺氏の支流とも考えられている（詳細は後述）。
家伝では諏訪大社の祭神・建御名方神（諏訪明神）あるいはその神に選定された童男に始まるという。後世には桓武天皇を祖とするとも清和源氏の源満快を祖とするとも称したが、皇胤や摂関家をはじめとする公卿の末裔を称する武家が多い中で祭神の血筋を称しながら極めて尊貴な血筋としてとらえられた特異な家系といえる。
諏訪氏は武士と神官双方の性格を合わせ持つ存在で、源平合戦の頃の当主諏訪盛重は源頼朝に仕えて鎌倉幕府御家人に列し、また北条得宗家の御内人（被官）となり、信濃国の武士団神党を組織した。
建武新政期の当主頼重は、得宗家の遺児北条時行を奉じて中先代の乱を起こし一時鎌倉を占領したものの、結局足利尊氏に奪い返された。南北朝時代には宗良親王を奉じて南朝方の武将家として活躍した。
室町時代には惣領家と大祝家に分裂したが、惣領家の頼満が両家を統一。応仁の乱後に下社大祝の金刺氏を攻め落として全諏訪を領した。戦国時代には武田氏と争ったが、天文11年（1542年）に頼重が武田晴信（信玄）に謀殺されたことで一度断絶した。
天正10年（1582年）に武田氏が滅亡し、その遺領を掌握した織田信長も本能寺の変で滅亡すると、武田の遺領をめぐる争いが起き、その中で頼重の従兄弟頼忠が旧臣らに担がれて諏訪氏を再興し、旧領を回復した。その後、後北条氏との争いに勝利して信濃国の大半を支配下に収めた徳川家康にも本領安堵された。天正18年（1590年）に家康が関東へ移封されると、頼忠も武蔵国奈良梨1万2000石に移封され、さらに文禄元年（1592年）には上野国総社に移封された。
関ヶ原の戦い後、戦功により頼忠の子頼水が旧領の信濃国高島藩（諏訪藩）主2万7000石に封じられた。しかし、慶長6年(1601年)には社家と武家の分離を命じられ、分家を諏訪上社大祝家とした。高島藩は、大坂の陣の功により5000石を加増されるが、明暦3年（1657年）に一族に2000石を分与したことで3万石となる。
以降高島藩は3万石の表高のまま廃藩置県まで存続し、維新後華族の子爵家に列せられた。

## 出自

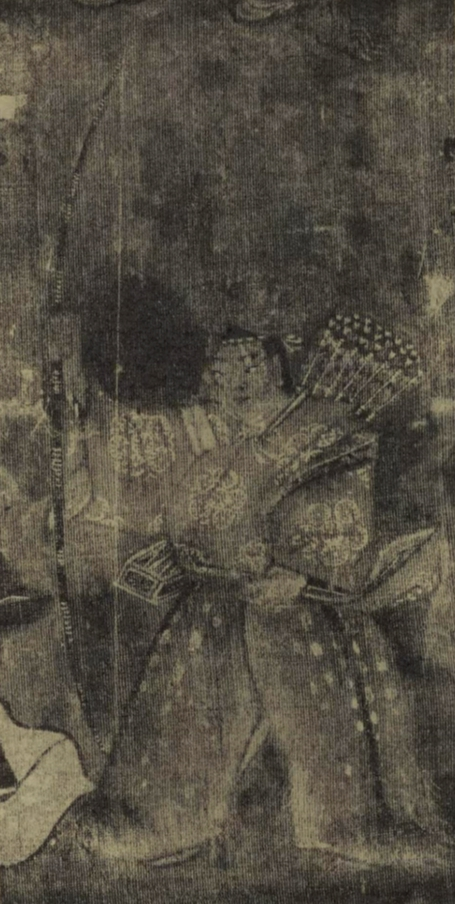
狩装束姿の諏訪明神

上社大祝を務めた諏訪氏（神氏）の由来については、共に大国主神の後裔とされる三輪氏の同族とする説と、欽明朝や推古朝の頃から平安時代初期に信濃国地方政治で活動を行なった有員（ありかず）の末裔であるとする説がある。
中世の伝承によると、諏訪明神（建御名方神）が8歳の童男に御衣を着せて自分の「御正体」（いわば身代わり・依り代）として神格化させた。『諏方大明神画詞』（1356年）と『神氏系図（前田氏本）』（室町時代初期）によると、この男児は有員という名の人物である。
祝（はふり）は神明の垂跡の初め、御衣を八歳の童男に脱ぎ着せ給ひて、大祝と称し、「我に於いて体なし、祝を以て体とす」と神勅ありけり。
これ則ち御衣祝（みそぎはふり）有員、神氏の始祖なり。家督相次ぎて今にその職を忝くす。
有員は桓武・平城朝（9世紀初頭）に生きたと言われていることから、桓武天皇の皇子とする伝承もあるが、史実性は疑わしい。

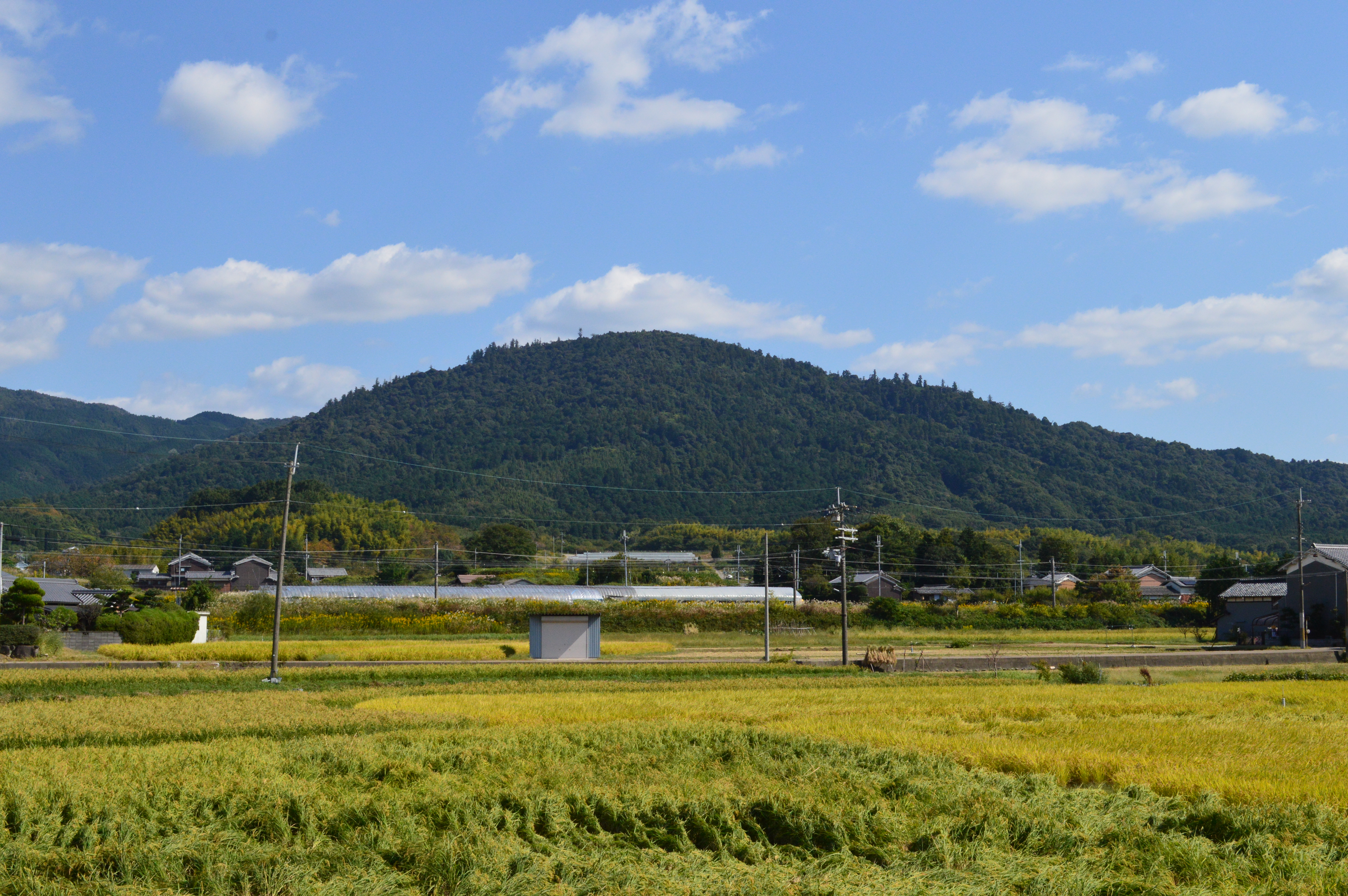
三輪山（奈良県桜井市）

有員を祖とする説以外にも、大神氏（三輪氏）を出自とする説もある。松本市や塩尻市柴宮で、大神氏に関係する部族がいたと思われる三河・遠江国に見られる三遠式銅鐸の出土があり、天竜川経由での人の移動があったことを示唆する。「祝（ほうり）」という神官の呼称や「ミワ」という氏族名を持ち、本殿を持たない神社、蛇信仰の存在等といった大神氏や三輪山（大物主神）信仰との共通点も指摘されている。実際には1865年（元治2年）の『諏訪神社祈祷所再建趣意書』には当時の大祝の諏訪頼武が「諏方大祝大三輪阿曽美頼武」と名乗っていた。
時期については諸説あるものの、いずれにせよ神氏となる氏族は下伊那地方から諏訪に進入してきたと考えられている。古墳時代後期（6世紀）に入ると下伊那には多くの前方後円墳が建てられ、これらには馬関連の副葬品が多い。6世紀後半に諏訪地方に出現して在地型の周溝墓（いわゆるフネ古墳型古墳）に取って代わる古墳からも馬具の出土が多いため、伊那谷から諏訪への馬飼集団の移動があったと推測される。この移動した部族を金刺氏とする説はあるが、伊那谷の古墳は一つの様式で占められず、いろんな種類があることから、そこには一つの氏族ではなく、むしろ文化の異なるいくつかの集団（畿内の豪族とそれに結び付いた在地勢力）がいたと考えられる。この中には神氏がいた可能性がある。

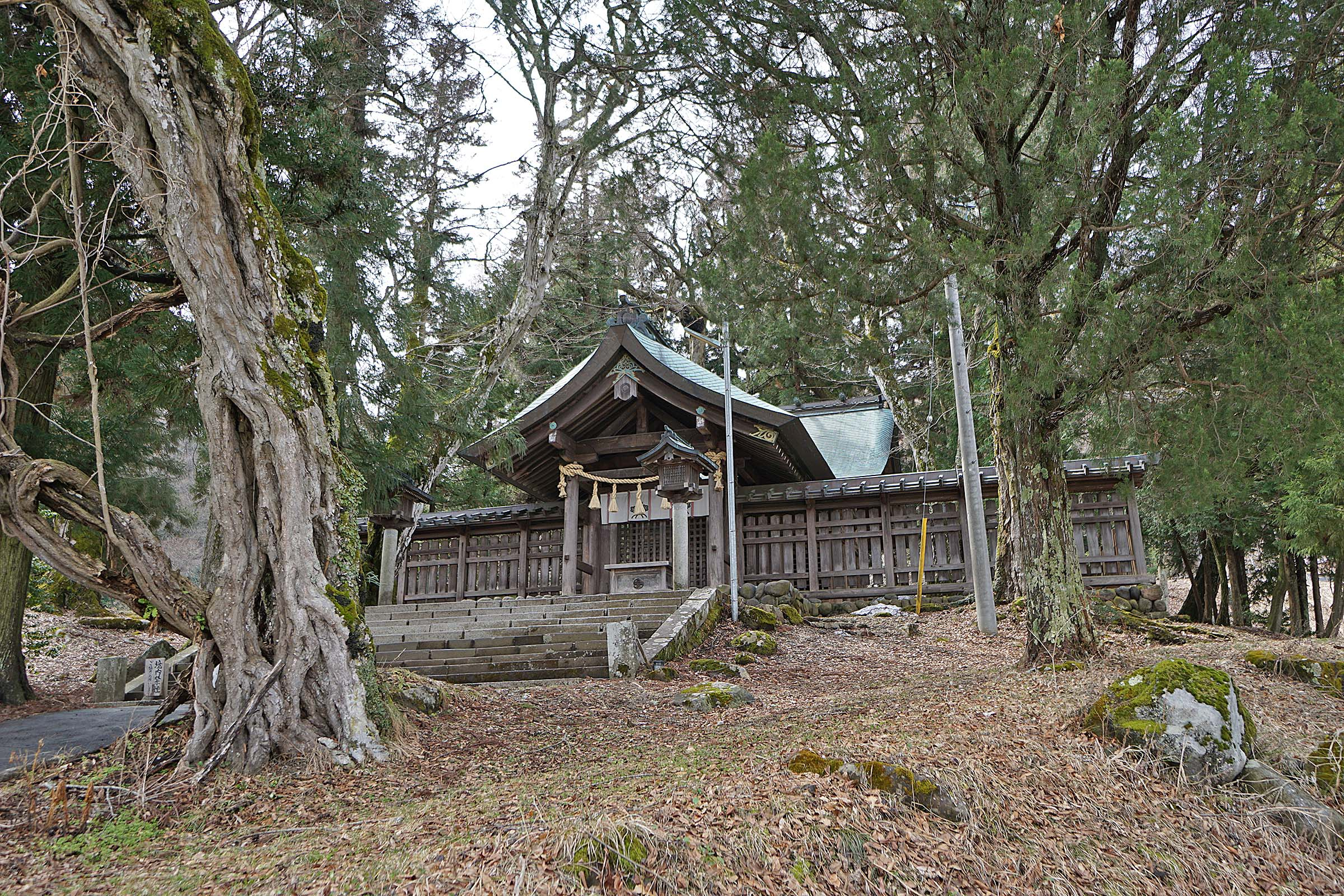
諏訪大社上社前宮（茅野市）

『日本書紀』から持統朝（7世紀後半）には既に諏訪の神が朝廷から篤い崇敬を受けていたことがうかがえるのに対して、多くの記録が神氏の始祖の有員が9世紀の人物としているという問題がある。大祝職が実は用明朝に始まったとする『神氏系図（前田氏本）』の記述を受け入れる説のほか、上社の大祝となる童男は元々特定の一族ではなくダライ・ラマのように上社周辺の氏族から選ばれていたが、平城朝に上社が下社の金刺氏に倣（なら）って世襲制に替わったという大和岩雄（1990年（平成2年））の説がある。
諏訪地方では、建御名方神が土着の洩矢神を打ち負かして、洩矢神が勝利者に統治権を譲ったという伝承があるが、これは在地豪族の守矢氏が外来の神氏に降伏して祭政権の交代が行われた出来事に基づいていると推定される。その際に守矢氏の拠点地だった上社前宮の周辺が大祝に譲られたという可能性も考えられる。

### 偽りの系図・『阿蘇氏略系図』・『神氏系図（大祝家本）』
歴史学者の田中卓が1956年（昭和31年）に発見した『阿蘇氏略系図（異本阿蘇氏系図）』と1884年（明治17年）に見つかった『神氏系図（大祝家本）』には、科野国造（祖父•神八井耳命）家出身の神子（くまこ）、または乙頴（おとえい、おとかひ）という人が用明天皇2年（587年）に諏訪湖の南に社壇を設けて初代大祝となったとあり、有員がその子孫とされている。
『阿蘇氏略系図』と『大祝家本神氏系図』をもとに金井典美らは神氏を金刺氏の分家とする説を唱え、これが一時期主流説となった。しかし、1990年代後半に入るとこれに対する反論が出て、そのうえ両系図を偽書とする見方が出たのである。
寺田鎮子・鷲尾徹太（2010年（平成22年））はこの説に対して
- 国造という政治的支配者の金刺氏が「下社」という一見従属的な位置にあると思われる社壇の大祝となっていること
- 上社には「神氏と守矢氏の二重体制」という複雑な仕組みがあること
- 本家であるはずの金刺氏が務めている下社が神階昇進においてしばしば上社の後を追っていること
- 上社と下社の信仰内容が異なること（上社はミシャグジ信仰と狩猟を中心とし、下社は水霊信仰と稲作を中心とする）

を指摘して、「こうした要素を無視して、一つの「系図」によって「金刺氏創祀」説を唱えることは、非常に疑問を覚えざるを得ない」という批判の声を上げている。
また、『阿蘇氏略系図』と『大祝家本神氏系図』を発見した田中卓自身も、「これら諸氏の系譜の結合によって構成された広範囲にわたる同族的系譜関係は、もちろんこれを受け止めることはできない」、「それだけでなくその結合に用いた一々の氏族の系図の記載も、やはりそこに記載してあるというだけでは、これを軽々に信用するわけにはいかない」と述べ、これを否定している。
村崎真智子は、『阿蘇氏略系図』と『大祝家本神氏系図』は江戸時代末期から明治初期までに、飯田武郷が文案を作り、中田憲信が系図としたことを想定しており、信憑性に疑問を抱いている。
佐藤雄一も、以上の田中や村崎の研究から、「その記載と事実との関係に慎重な態度を取るべきであり、現段階では本系図を元にした考察を行うことは難しい」と述べている。
間枝遼太郎は、『阿蘇氏略系図』が
- 京都の諏訪氏が聖徳太子信仰を取り入れて創作した系図（丁未の乱の年（用明天皇2年）に建御名方神の末裔の有員が諏訪大社を祀ったとする前田本「神氏系図」）
- 諏訪の諏訪氏が継承していた伝説（平城天皇期（大同元年、806年）に神武天皇の末裔の有員が活躍したとする伝承（『金刺氏略系図』や『諏訪大明神深秘御本事大事』など）
- 江戸時代以降に本居宣長などによって国学者や神官に広く知られるようになった『古事記』
- 「江戸時代に創作された『先代旧事本紀大成経』

に影響を受けて成立していると明らかにした。
以上のように、現在の学界では『阿蘇氏略系図』と『大祝家本神氏系図』を否定する学者が多く、「これらの系図が古代の歴史的事実を反映するものではなく（後略）」、「古代の歴史的事実を明らかにする力は持たない」と証明されている。

## 居住地

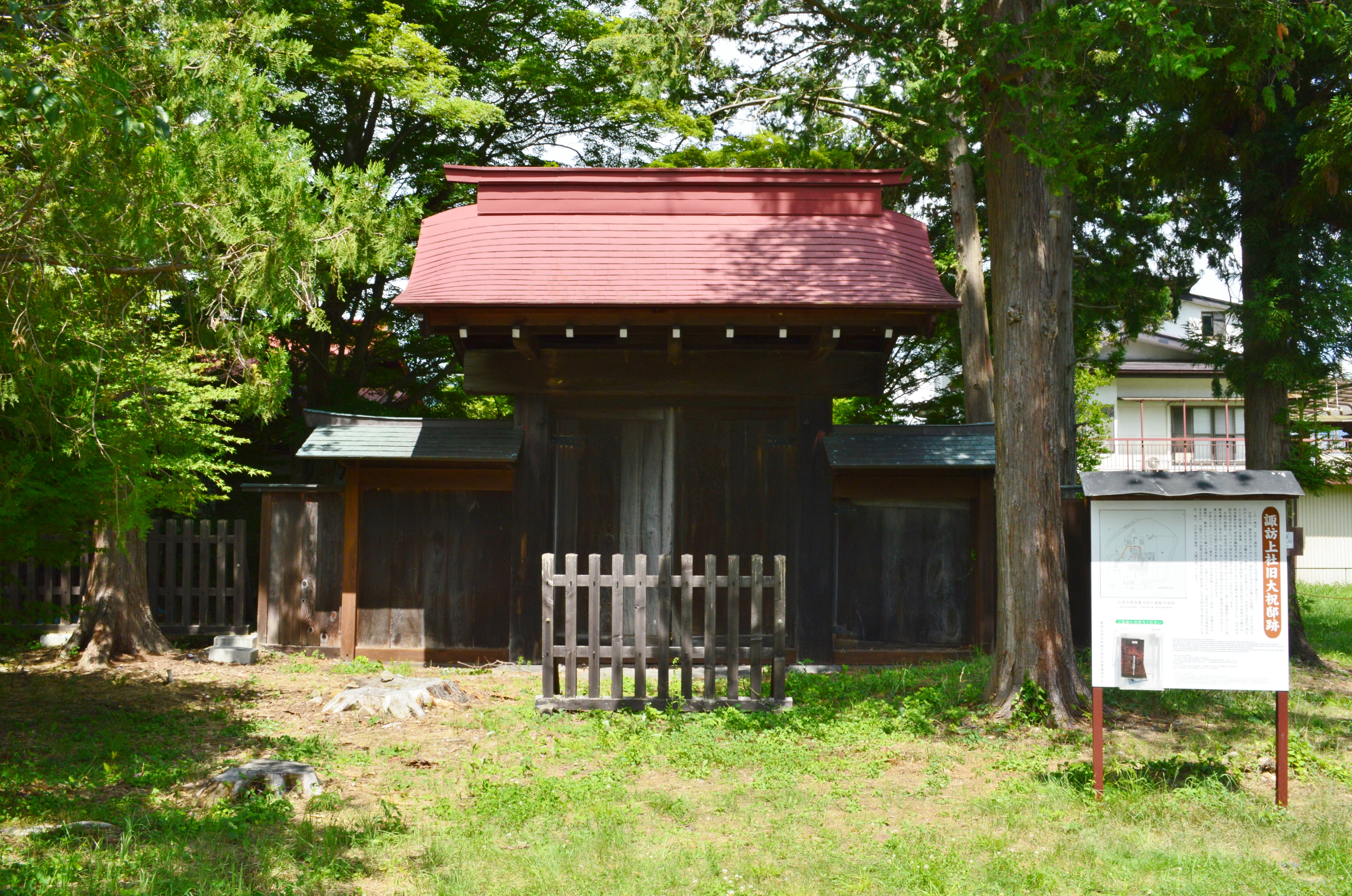
宮田渡大祝邸（諏訪市中洲）

大祝はかつて上社前宮の境内にある神殿（ごうどの）と呼ばれる館に住んでいた。その居館の周辺は神原（ごうばら）と尊称され、代々の大祝職位式のほか多くの祭事が行われた。大祝は祭政両権を有したことから、当地は諏訪地方の政治の中心地でもあった。
室町時代に諏訪氏が惣領家と大祝家とに分かれた時、政治の中心地は惣領家の居城である上原城に移った。大祝の屋敷も後に上社本宮の近くにある宮田渡（みやたど、現・諏訪市中洲神宮寺）に移転したが、祭事は引き続き前宮に行われていた。
江戸時代に入ると藩主家の居所の高島城が諏訪藩（高島藩）の政庁となった。

## 神職

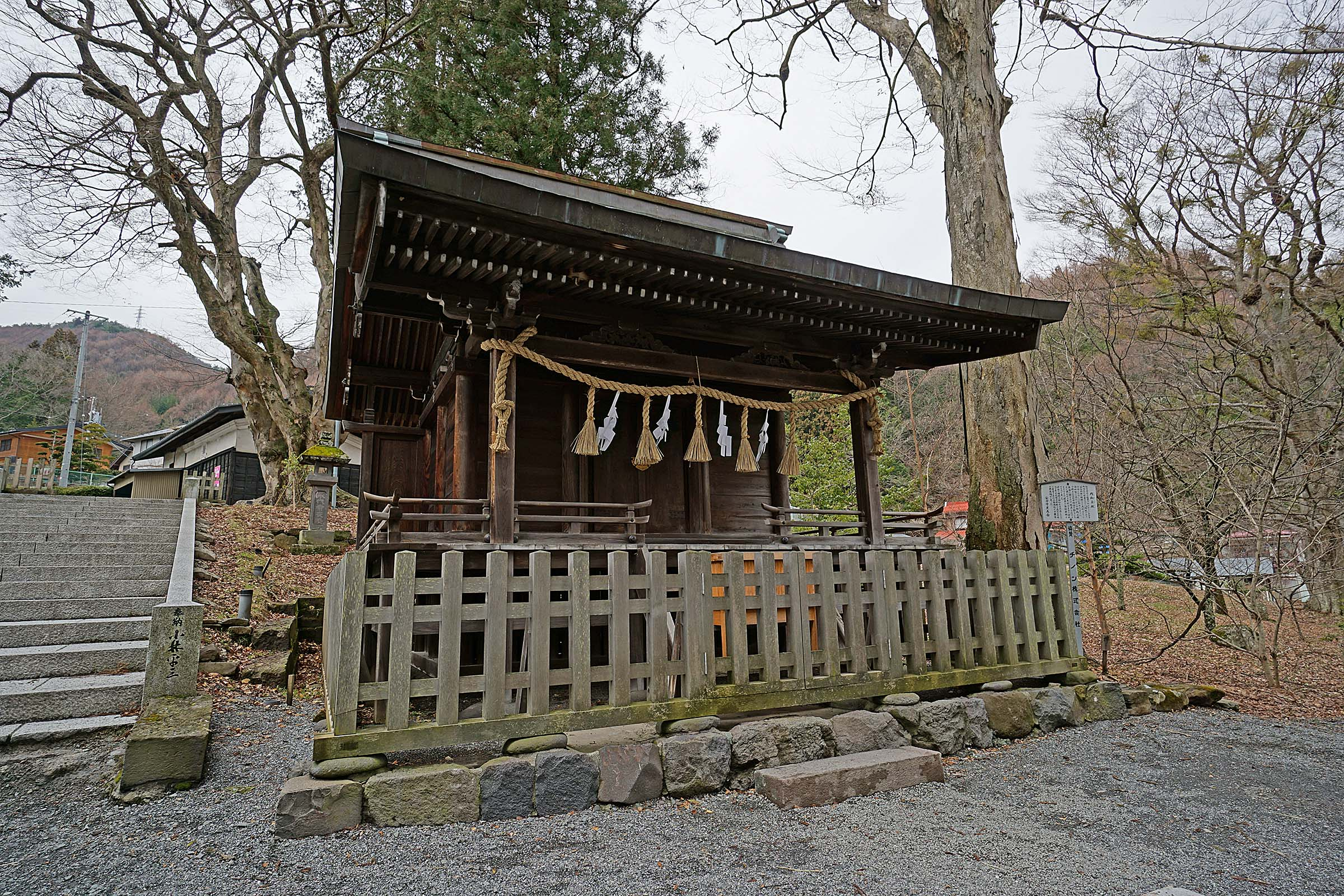
内御玉殿（上社前宮）

前述の通り、大祝は諏訪明神の神託により身体に神が宿る現人神とされ、代々正一位の神階を継承し、信仰の対象であった。
初代大祝の伝承で見られるように、大祝は童男をあてる例が多かった。大祝は即位後穢れに触れてはならないため、厳しい禁忌に服し心身を清浄に保った。また、在位している限りは諏訪郡外に出てはならないとされた。建御名方神が武甕槌神に諏訪から出ないと誓ったという『古事記』に見られる説話はこの掟と関係しているという考え方もある。

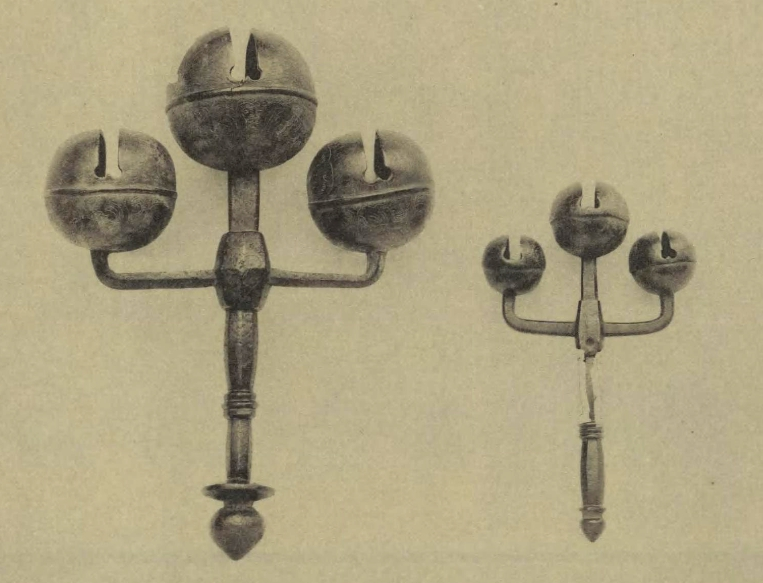
八栄の鈴

上社前宮の境内社・内御玉殿（うちのみたまどの、うちみたまでん）には諏訪明神が携えたと言われる神宝（真澄の鏡・八栄の鈴・鞍・轡）が収められていた。大祝は毎年2回（3月巳の日と9月下旬の寅または申の日）鏡に向かって鈴を鳴らしながら天下泰平の祈願をした。内御玉殿（＝御霊殿）には大祝の祖霊（諏訪明神の幸魂と奇魂）が宿ると言われており、新任の大祝が自分が神の「御正体」となったと申し立てる場所でもある。大祝がもし在職中に死去すると、その遺体はまず内御玉殿の前に置かれるが、これは大祝の霊を後継者の即位式までここに保持する意味とみられる。
亡くなった大祝は古くは髪と髭は剃らずに諏訪明神の姿と伝える装束（烏帽子・狩衣・沓・行縢）で土葬されていたが、江戸時代には大祝家が仏式葬儀を採用した。

## 歴史

### 平安時代

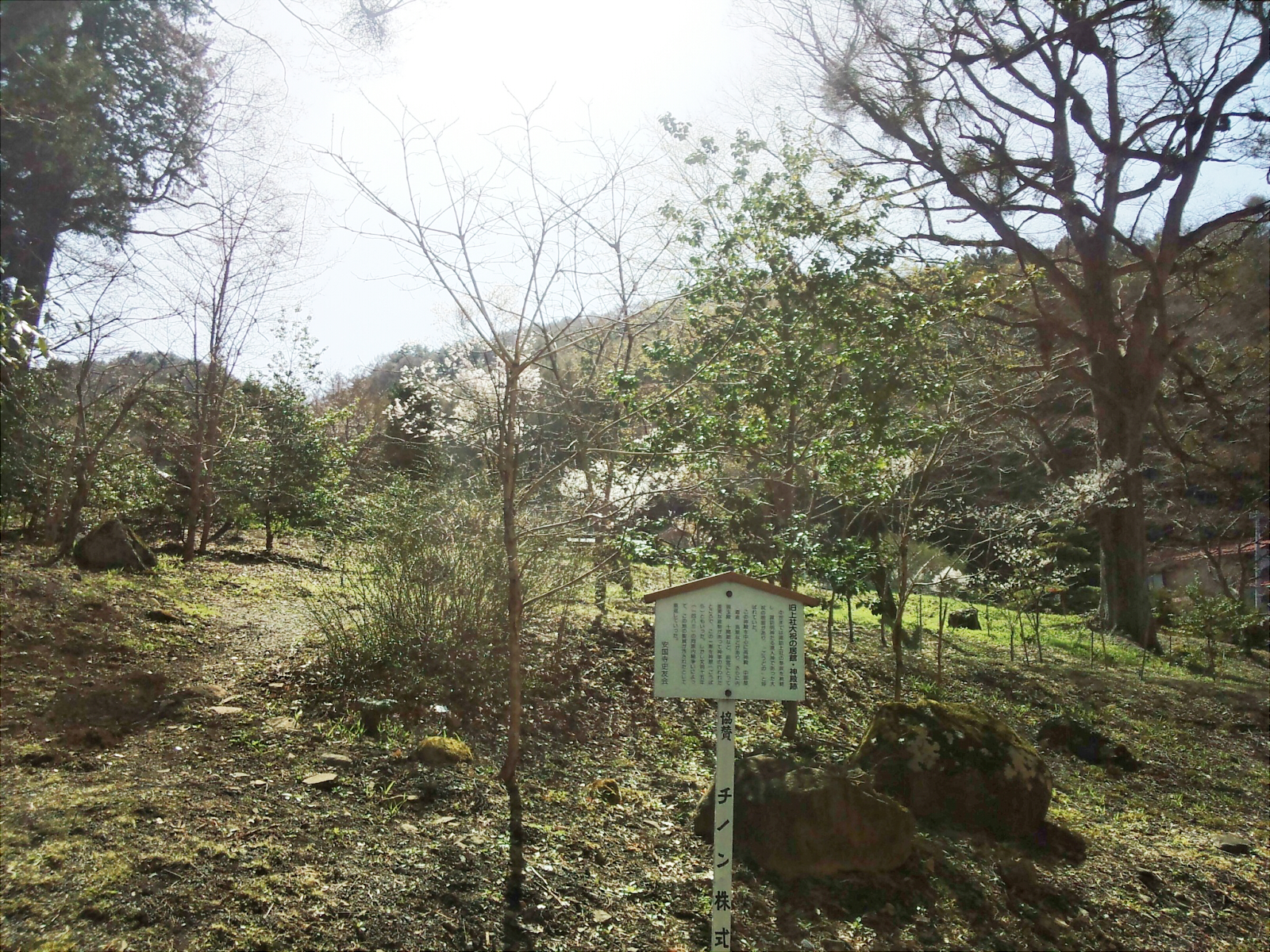
神殿跡（上社前宮）

神官であると同時に武士としても活躍し、神職に就いていない庶子や親類を派兵するようになった。源義家（八幡太郎義家）が出羽の清原氏討伐のため後三年の役に介入すると、大祝為信の子である神太為仲（諏訪為仲）が源氏軍に加わったという。
治承・寿永の乱（源平合戦）の折に、大祝がどちらに味方するか考えていたところ、祭神が夢に現れて手に持っていた梶の葉の軍配を白旗のある方向へと振り下ろしたことから、諏訪氏は源頼朝に味方する。以来、諏訪氏および諏訪大社を尊崇する氏子は梶の葉を家紋にしたという逸話がある。金刺盛澄（諏訪大夫）は源義仲討伐後に頼朝に捕らえられ、囚人として梶原景時に預けられたが、鶴岡八幡宮で披露した流鏑馬の妙技によって助命された。

### 鎌倉・南北朝時代
鎌倉時代の当初は幕府の御家人だった諏訪氏も、幕府の実権を握った北条得宗家の被官（御内人）となり、北条氏の庇護（ひご）を受けた諏訪大社も、頼朝の崇敬を受けていたこともあって東国の武神としての評判が高まり、全国から勧請されるようになった。
承久の乱では諏訪盛重の子で大祝の信重が初めて諏訪郡外に出兵し、東山道を進軍する幕府軍の検見役を務めた。また盛重は寛元4年（1246年）の宮騒動や宝治元年（1247年）の宝治合戦で活躍し、北条時頼から「無双の勲功」を称えられ、諏訪盛経は内管領を務めた。元弘3年（1333年）の東勝寺合戦による鎌倉幕府の滅亡では、御内人として諏訪直性をはじめ多くの一族がともに滅亡したが、諏訪盛高が北条高時の遺児・北条時行（『太平記』では亀寿丸、『梅松論』では勝寿丸）を匿（かくま）い諏訪に逃亡させている。建治元年（1275年）5月六条八幡新宮の造営費用が全国の御家人に求められると、鎌倉在住の諏訪兵衛入道跡（諏訪盛重の後裔）が7貫文、信濃国に住む庶流の藤沢四郎跡（藤沢清親の後裔）が7貫文、同じく庶流の四宮左衛門跡が5貫文を納めた。
幕府滅亡後に京都で後醍醐天皇が樹立した建武の新政に対し、建武2年（1335年）には北条氏の残党が時行を奉じて挙兵し、鎌倉を占拠する（中先代の乱）。これに対し、足利尊氏は倒幕に従い武功を挙げた小笠原貞宗を信濃守護に補任し諏訪氏に対抗させ、以来室町・戦国時代に至るまで小笠原氏と諏訪氏は抗争を繰り広げる。乱の平定により諏訪氏は再び敗北し、鎌倉では諏訪頼重・諏訪時継父子が足利勢に敗れて自害する。これにより大祝職は庶流の藤沢政頼が継承する。
南北朝時代には時継の子・頼継が大祝職となり、北条時行を迎えて南朝方に属して、北朝方の小笠原氏と対抗したが、敗れて没落。その後は頼継の弟・信継が継ぎ、信継の子の直頼も同じく南朝に属した。
まもなく足利将軍家が兄の尊氏派と弟の直義派に分裂して観応の擾乱が起こり直義が南朝に降ると、直頼もこれを支援し、信濃国内における直義党の主将として善光寺付近で北朝の尊氏派・小笠原氏と争い観応2年（1351年）には船山守護所を焼失させ、甲斐国須沢城（山梨県南アルプス市）に篭城した高師冬を自害に追い込むなどの功を上げた。
観応3年/正平7年（1352年）に直義が死去すると、伊那谷に潜伏した宗良親王を奉じて戦う。文和4年/正平10年（1355年）8月には桔梗ヶ原（塩尻市）において信濃守護・小笠原長基や下社金刺氏、仁科氏らと衝突し、北朝方に敗れ、信濃における南朝は衰微した（桔梗ヶ原の戦い）。上社諏訪氏が南朝方に帰属し続けたのに対し、下社金刺氏は北朝方に属して上社と下社が分裂し、この争いは戦国時代まで続く。
延文3年（1358年）足利義詮の征夷大将軍就任参賀に諏訪信濃守・因幡守・越前守が供奉している。正平24年（1369年）10月には、諏訪貞信（俗に楠十郎）が、南朝の有力武将で伊勢国司の北畠顕能の被官として楠（現在の三重県四日市市楠町）の楠山城と配下300騎を賜って伊勢諏訪氏となり、俗にいう北勢四十八家の一つ楠家を構成した（#伊勢諏訪氏）。
応安5年（1372年）には諏訪頼貞が北朝の将軍・足利義満に服属し、大祝職は頼継の弟である信嗣が継承し、頼継の子・信員の一族は伊那郡高遠へ移り、高遠諏訪氏となった。

### 室町時代
室町時代には応永4年（1397年）10月に諏訪有継が大祝となるが、4年後に下位すると、文明16年（1484年）12月には頼満（碧雲斎）が大祝職となるまで惣領家が大祝職に就くことが途絶える。さらに文安6年（1449年）には諏訪氏と下社金刺氏との抗争も発生し、これは信濃守護・小笠原政康（府中小笠原氏）が介入する事態となった。政康は金刺氏を後援したため、諏訪惣領家は政康と小笠原家惣領職を争う松尾小笠原氏と結んで勢力を拡大し、これにより諏訪大祝家との内訌も激化する。康正2年（1456年）には諏訪惣領家の信満と諏訪大祝家の頼満（伊予守、前述の碧雲斎とは別人）兄弟が衝突する「芸州・予州大乱」が発生する。この乱はまもなく沈静化するが、信満は居館を上原に移転している。
大祝家で頼満の子・継満が大祝職に就き、義兄にあたる高遠継宗や松尾小笠原氏と結び台頭した。継満は、文明11年（1479年）に府中小笠原氏が松尾小笠原氏を攻めると、一時的に大祝職を辞して松尾小笠原氏後援のために出陣し、帰還後に再び大祝となっている。これに対し、諏訪惣領家では信満の子・政満が府中小笠原氏と和睦してこれに対抗した。
文明15年（1483年）正月8日には継満が政満とその子・若宮丸、政満弟の原田小太郎らを神殿に招いて酒宴を催し、その場で暗殺するクーデターが発生する。この事件により諏訪一族は反抗に出て、継満を干沢城（茅野市宮川）へ追い込み、さらに高遠へ追放する。また、継満父の頼満（伊予守）もこの時に討ち取られており、下社金刺氏も駆逐された。
継満のクーデターから生き残った政満の次男・宮法師丸（頼満（碧雲斎））は文明16年（1484年）12月に諏訪惣領家を継承し、さらに大祝職についた。碧雲斎の時代に諏訪郡を統一し、大祝家を滅ぼし惣領家が大祝をも務め祭政一致の下、武力と権威を強めていった。

### 戦国時代

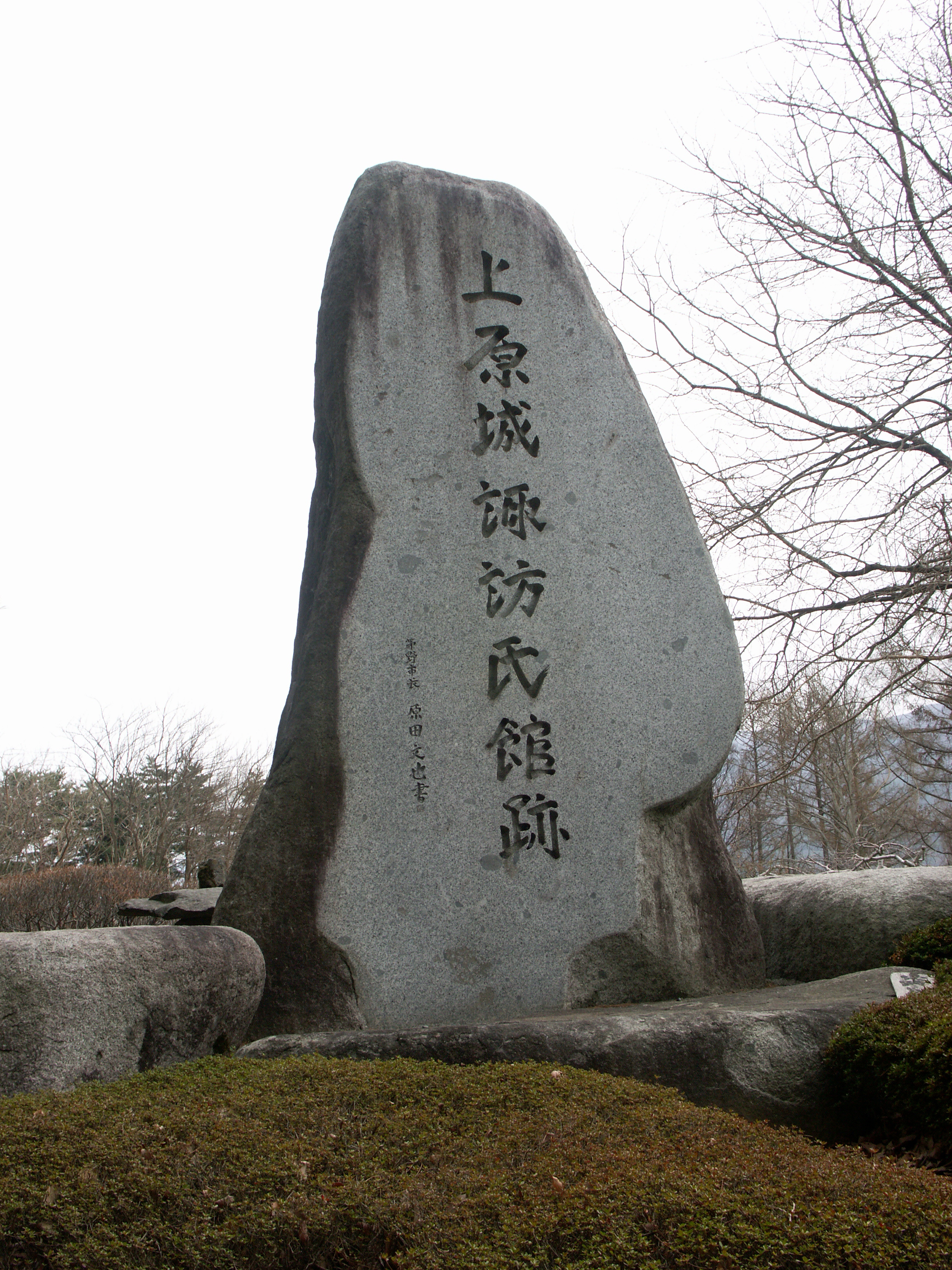
上原城跡（茅野市茅野上原）

戦国時代には諏訪郡と接する隣国の甲斐国守護・武田氏と争いが活発化する。甲斐守護・武田信昌は諏訪上社の檀那でもあり、寛正5年（1464年）4月に信昌は守護代・跡部氏に対抗するため諏訪信満に援軍派遣を要請している。この時は信満とその子・小太郎（政満）、諏訪満有の三男・光有（越前守）らが諏訪一族や佐久郡大井氏らと甲斐へ出兵している。なお、一行は4月5日に諏訪を発しているが、この年の4月13日には御柱祭が予定されていたため、いったん引き返して御柱祭を終え、6月に再び出陣する。一行は6月8日に武田信昌と合流し、7月2日に山梨郡夕狩沢（山梨市上岩下）で跡部景家（上野介）と激突し、跡部氏を本拠の小野田城（山梨市牧丘町）へ追い、滅亡させた。諏訪衆は7月9日に帰国する。
寛正6年（1465年）12月、武田信昌は跡部氏の残党討伐のため再び諏訪氏に援軍を要請し、信満は12月26日に諏訪衆を甲斐へ派遣する。
その後、武田家では信昌の子である信縄と油川信恵との間で内紛が発生し、信昌は信恵方に加担した。信昌はさらに堀越公方の足利茶々丸と結んだため、反・茶々丸の駿河国の今川氏、相模国の伊勢氏（後の後北条氏）と敵対した。こうした体外情勢の変化により武田氏と諏訪氏との関係も険悪化したと考えられており、文亀元年（1501年）閏6月2日には伊勢宗瑞（北条早雲）が諏訪家臣・千野氏に対して頼満（碧雲斎）に武田氏を挟撃する申し出を行っている。こうして伊勢宗瑞は諏訪氏と結びつつ甲斐東部の都留郡への侵攻を行っているが、一方の諏訪氏側では、『一蓮寺過去帳』によれば延徳4年（1492年）9月3日に発生した信昌・信恵と信縄の間で発生した合戦において矢ヶ崎氏が戦死しており、信昌・信恵方に援軍を派遣していたと考えられている。
その後、甲斐国では信縄の子・信虎（初名は信直）により甲斐国は統一され、武田氏は戦国大名化する。武田氏は駿河の今川氏と和睦し、大永7年（1527年）には信濃佐久郡への出兵を開始する。諏訪氏では永正15年（1518年）12月18日に諏訪頼満が下社の金刺昌春の本拠である萩倉要害（下諏訪町）を攻め、昌春を放逐する。昌春は甲斐へ逃れて武田信虎に庇護され、享禄元年（1528年）8月には昌春を擁した信虎は諏訪への出兵を行う。武田勢が8月22日に甲信国境に迫ると、8月晦日に頼満・頼隆父子は甲信国境の神戸境川（長野県諏訪郡富士見町）において、いったんは敗退した。同日夜に諏訪勢は境川に兵を進めると今度は武田勢を駆逐し、勢力を甲斐北西部にまで及ぼした。
信虎は八ヶ岳南麓の山梨県北杜市小淵沢町に笹尾砦を築くなど本国の防備を整えるが、享禄4年（1531年）正月21日（もしくは22日）には飯富虎昌（兵部少輔）や栗原兵庫、今井信元ら甲斐の有力国人が信虎から離反し、甲府北方の御岳（甲府市御岳町）において信虎に抵抗した。飯富・栗原らは頼満に援軍を要請し、頼満は甲斐へ兵を進め、笹尾砦を落とした。甲斐ではさらに甲府盆地西部の国人である大井信業も信虎に反旗し、同年2月2日に反・信虎の国人衆は信虎勢と衝突して、信虎は国人衆を撃破している。なお、この戦いでは諏訪氏は参加していない。同年4月に頼満は国人衆と合流し、河原部（山梨県韮崎市）において信虎と戦う（河原部合戦）。この戦いにおいて国人衆は大敗し、信虎に服従する。
天文4年（1535年）9月17日には、佐久郡侵攻を行う武田氏と和睦し、天文9年(1540年）11月29日には信虎三女・禰々が諏訪頼重に嫁して同盟関係が強化される。同年12月17日には信虎が頼重を訪問している。天文10年（1541年）5月には信虎や村上義清と小県郡へ出兵し、5月23日の海野平の戦いにおいて滋野一族を撃破する。滋野一族は上野国の関東管領・上杉憲政を頼って亡命する。6月14日、甲斐国で信虎が嫡男・晴信（信玄）より駿河へ追放されるクーデターが発生する。7月4日には上杉憲政が佐久郡へ出兵すると、頼重は武田・村上方に独断で憲政と和睦すると所領を分割する。これにより武田・諏訪間の同盟は破綻する。
天文11年（1542年）4月4日には頼重と禰々の間に嫡男・寅王丸（長岌）が誕生するが、7月2日には晴信が高遠城主の高遠頼継と結んで、頼重の本拠である上原城を攻める。頼重は桑原城へ敗走するが7月4日に降伏し、甲府へ護送される。頼重は7月21日に甲府の東光寺で自害する。
頼重には遺児の寅王がいるが消息が不明で、戦国大名家としての諏訪氏は滅亡している。諏訪地方は武田氏の信濃侵攻において直轄領化され、頼重の弟頼高、満隣の子頼忠が諏訪大祝となっている。
武田氏は諏訪氏の他にも征服した信濃名族の名跡を一族に継承させる方策を行っているが、諏訪氏においても頼重の娘・諏訪御料人は信玄の側室となり、天文15年（1546年）に四男四郎（武田勝頼）が生まれた。勝頼は諏訪氏の通字である「頼」字を冠し、永禄5年（1562年）に諏訪氏を継ぎ伊那高遠城に配置されている。
なお、勝頼が継承したのは従来諏訪惣領家であったと考えられていたが、近年は高野山成慶院に伝来する『甲斐国過去帳』が勝頼を高遠頼継の高遠諏訪氏の後継として記していることから、勝頼が継承したのは高遠諏訪氏であったことが指摘される。

### 安土桃山時代
勝頼期に諏訪郡・高嶋城主は今福昌和であったが、天正10年（1582年）3年、織田・徳川連合軍の侵攻により武田氏は滅亡する（武田氏滅亡）。武田氏の滅亡における諏訪氏の動向は不明であるが、諏訪上社が放火され、諏訪頼豊（越中守）父子が処刑されている。諏訪衆の千野昌房（兵衛尉）は上野へ亡命し、同年6月に相模国の北条氏直に保護されている。一方、大祝であった頼忠や神長官・守矢信真は諏訪から脱出した記録が見られないため、諏訪郡に逼塞（ひっそく）していたと考えられている。
織田氏の甲斐仕置において甲斐は織田家臣の河尻秀隆が領し、高嶋城には河尻家臣の弓削重蔵が配置される。同年6月に本能寺の変で織田信長が討たれると武田遺領を巡る天正壬午の乱が発生する。後代の軍記物、編纂物によれば千野昌房が後北条氏の後援を経て諏訪へ帰還し、諏訪衆を糾合して高嶋城を奪還する。頼忠もこの時に蜂起し、旧領を回復したという。一方、文書によれば諏訪州は武田旧臣である木曽郡の木曾義昌の支援を得て高嶋城を奪還していた可能性が指摘されている。さらに頼忠は越後上杉氏の侵攻により木曾氏の勢力が弱まると自立する。徳川家康と相模後北条氏との争いでは、はじめ後北条方、のち徳川方に転じた。
後北条氏との争いに勝利して信濃国の大半を支配下に収めた徳川家康に本領安堵された。しかし天正18年（1590年）に家康が関東へ移封されると、頼忠も武蔵国奈良梨1万2000石に移封され、さらに文禄元年（1592年）には上野国総社に移封された。

### 江戸時代
関ヶ原の戦い後、戦功により頼忠の嫡男頼水が旧領の信濃国高島藩（諏訪藩）主2万7000石に封じられた。しかし、慶長6年(1601年)には社家と武家の分離を命じられ、頼忠の庶子の一人頼広が分家して諏訪上社大祝を世襲する大祝諏方家の祖となった。
高島藩主家は、大坂の陣の功により5000石を加増されるが、明暦3年（1657年）に2代藩主忠恒の次男頼蔭と三男頼久に1000石ずつ分知したことで3万石となる。
以降、高島藩は廃藩置県まで3万石の表高で存続した。
高取藩主家の分家である諏訪上社大祝諏方家の方は、宮神領1000石を領した。

### 明治時代以降
明治元年（1868年）に最後の高島藩主を襲封した忠礼は、戊辰戦争で官軍に従軍して戦功を挙げ、賞典金2000両を下賜された。忠礼は、明治2年（1869年）6月20日に版籍奉還に伴って高島藩知事に転じるとともに華族に列し、明治4年（1871年）7月15日の廃藩置県まで藩知事を務めた。
版籍奉還の際に定められた家禄は、現米で1607石。明治9年の金禄公債証書発行条例に基づき家禄の代わりに支給された金禄公債の額は、4万9321円12銭5厘（華族受給者中126位）。
明治前期に当時の当主忠誠の住居は東京府北豊島郡金杉村にあった。当時の家令は遊坐貞方、家扶は井出正朔。
明治17年（1884年）の華族令施行により華族が五爵制になると、忠誠は旧小藩知事として子爵に叙された。
昭和前期に諏訪子爵家の邸宅は東京市中野区氷川町にあった。
明治時代には神職の世襲制度が廃止されたため、諏訪上社における大祝職も廃絶することとなった。明治期の大祝諏方家当主諏方頼崇と、その息子である大正期の当主諏方頼固は、諏訪神社や高島神社の神職を務めつつ、華族編列請願運動を行っていたが、結局同家が華族となることはできなかった。最後の当主が後嗣無く没したため、諏方家は断絶した。現在大祝諏方家の住居は、大祝諏方家住宅として諏訪市指定文化財となっている。

## 諏訪神族
諏訪氏の係累にあたる血族を諏訪神族（諏訪神党とも）といい、信濃国には一門が多い。さらに鎌倉時代に諏訪氏が北条氏の御内人となったことから全国に社領を拡大し、多くの一族が全国に拡散していった。地方の領主としては駿河国の安部氏、丹波国の上原氏、出雲国の牛尾氏、薩摩国の上井氏なども諏訪氏の一門に該当する。

## 諸国の諏訪氏

### 京都諏訪氏
室町時代には庶流・小坂家出身の諏訪円忠（小坂円忠、諏訪敦忠の曾孫とされる）が建武政権で雑訴決断所の成員を務め、後醍醐天皇から離反した尊氏に従い室町幕府の評定衆や引付衆、天龍寺造営奉行などを務め、在京して将軍直属の奉公衆としても活躍し、幕府滅亡までその職を世襲した。円忠の嘆願が受け入れられ、信濃の諏訪氏は幕府より存続を許された。また『諏方大明神画詞』は円忠による著作物である。諏訪流鷹術はこの家に伝えられた。
文正元年（1466年）諏訪貞郷は幕府の祐筆を辞して信濃使節となり、京と信濃を往復している。諏訪貞通は幕府奉行人を務め、文明8年（1476年）諏訪大社の大般若経転読法会の再興に関する後土御門天皇の綸旨を得て、長享元年（1487年）将軍足利義政や日野富子ら幕府要人から諏訪法楽和歌の短冊を集め、京都の諏訪神社に奉納した。また京都諏訪氏は足利義昭の帰京や将軍擁立にも奔走している。幕府滅亡後、諏訪盛直は明智光秀に仕えたが、天正10年（1582年）の山崎の戦いで敗北した。

### 伊勢諏訪氏
伊勢諏訪氏は、南北朝時代、伊勢国司北畠氏の被官だった諏訪貞信（俗称「楠（くす）十郎」）を祖とする支族。伊勢北部（現在の三重県）の土豪、北勢四十八家の一つ。正平24年（1369年）から応永19年（1412年）まで、約50年間3代続いた。第二代からは中島氏を名乗った。
楠（くす、現在の三重県四日市市楠町）の地の城主だったため、俗に楠氏（読みは「くす」氏）とも呼ばれるが、これは俗称であって当主たちが自ら楠氏を名乗った事実はない。
初代の貞信に楠木正成の落とし子伝説があること、伊勢諏訪氏滅亡後の楠城主の後任として本物の楠（くすのき）氏である伊勢楠木氏が来ること、伊勢楠木氏の楠木正威が第3代当主貞則の養嗣だったこと、等々があって非常に紛らわしいが、クス氏とクスノキ氏は全く別の氏族である。
初代当主は諏訪貞信、通称を十郎。俗に楠十郎ともいう。延元2年（1337年）1月25日生。
当時、南朝方の宗良親王が信濃国大河原（現在の長野県大鹿村）を拠点としており、大河原を交通の要衝として伊勢と諏訪の南朝勢力は結びつきが強く、貞信もまた南朝の志士として活動を行っていた。
正平24年（1369年）9月、北朝の武将土岐頼康が伊勢に侵攻したため、国司北畠顕能は、次男の顕泰率いる5000騎で迎撃しこれを退け、逆に北朝方の手にあった北勢の諸城を攻略した。
同年10月、顕能は防備を固めるために攻略したばかりの諸城を再編成し、その一つ楠山城（くすやまじょう）あるいは楠城（くすじょう）を、手勢300と共に諏訪貞信に与えて、北朝勢力に対する守りとした。
応永3年（1396年）2月24日没、菩提寺は現在の四日市市楠町本郷の正覚寺。正室は伊勢矢田氏当主で山田城の城主だった矢田蔵人入道の娘で、応永10年（1410年）10月没。
なお、楠町に住む貞信子孫と称する家系の言い伝えでは、楠木正成が延元元年（1336年）5月25日湊川の戦いで討死した後、妾の政野が名草道斎という医師の助けで諏訪に落ち延びて、同年10月15日に生んだ子とされるが、同時代に伊勢諏訪氏が楠氏を称したことはなく、後世の創作である。
第二代は諏訪貞益（後に中島貞益）、通称を七郎左衛門。貞信の子。北畠顕泰から中島四郷（現在の三重県四日市市楠町本郷）を賜り、中島を本貫として諏訪氏から中島氏に改名した。応永6年（1399年）の応永の乱に参戦後、北畠の命令に背いて伊勢に戻らず京都に駐留し続けて、北朝に直接仕えた。激怒した北畠氏に城主を解任され、弟の貞則に家督は移った。貞則の自死後、応永23年（1416年）5月17日に没。
第三代は中島貞則、通称を九郎左衛門。応永6年（1399年）に伊勢を捨てた兄に代わって楠山城となったが、やはり応永19年（1412年）9月に国を出奔して京都に移住している。ここに至って北畠満雅は完全に中島氏を見限り、貞則を除封して二度と中島氏を楠山城に入れることはなく、応永17年（1410年）に満雅の命令で貞則の養嗣となっていた楠木正威（楠正威）を次代の城主とした。自責の念を感じたのか、貞則は応永21年（1414年）6月8日に京都油小路の屋敷で自死した。墓は京都府京都市左京区黒谷町にある（金戒光明寺のことか？）。
伊勢諏訪氏（伊勢中島氏）の滅亡後、楠山城（楠城）の城主の四代目以降の地位は、楠木氏の嫡流である伊勢楠木氏に移ることになる。
楠城主としての諏訪氏（中島氏）は滅亡したが、楠町の旧家である楠町本郷の中島家と岡田家が中島氏子孫を称している。また、楠町北五味塚の富田家（松平定信が桑名藩主だった頃に下手代を担った家柄）も、諏訪貞信の遠い親族（先祖の一人が楠貞孝郷という人物の伯母婿）であると称している。
富田家の伝承では、諏訪貞信の六代または七代の子孫に楠貞孝郷（通称を十郎）という者がいて、滝川豊前守（滝川忠征）の婿となったが、天正壬午（つまり天正10年、1582年）3月2日、羽柴秀吉との戦いで、尾張戸田城籠城中に数え16歳にして戦死し、これが楠（くす）氏の本当の最期なのだという。滝川忠征と羽柴秀吉の戦いは天正11年（1583年）なので、年が1年合わないが、干支の書き間違いか。

### 駿河諏訪氏
駿河守護の今川氏に仕えた諏訪長宗の次男・長満を祖とする支族。

## 系譜

### 有員から頼満（安芸守）まで（神氏系図）
『神氏系図（前田家本）』とこれとほぼ似ている『神家系図（千野家本）』（『諏訪史料叢書 巻28』に収録）では神氏の始祖が有員とされている。なお、有員からその14世孫の大祝・頼信までの系図は平安時代に紛失して不明となっている。
夫れ諏方大明神の垂迹の事、異説之れ在り。或いは他国応生の霊、或いは吾朝根本の神、旧記の異端、凡慮測り難し。爰に『旧事本紀』説きて曰はく、素盞烏尊の御孫・大己神（原文ママ）の第二御子、建御名方神是れなり。神代の義は幽邈にして之れを記し難し。（中略）

別紙在り、信州諏方郡に神幸するは、人皇卅二代・用明天皇の御宇なり。時に八歳の童子有り、〔後に有員と字す〕明神に随遂せしむ。守屋大神と諍ひ奉りて、守屋山に至りて御合戦有り。童子神兵を率ゐて守屋を追落す。則ち彼の山麓に社壇を構へて、吾神御衣を童子に脱ぎ着せ、「吾に躰無し、祝を以て躰と為す」と神勅有りて、御身を隠し給ふ。即ち彼の童子を神躰と為して御衣木祝（みそぎはふり）と名づく。神氏の始祖なり。明神は普賢、童子は文殊なり。（『神氏系図』序文、原漢文）

#### 失われた14代
『神氏系図（前田家本）』と『神家系図（千野家本）』によると、神太為仲（諏訪為仲）は後三年の役に参戦する際、神氏に伝わる系図を妻の父の源為公に預けたが、これを紛失したことにより有員と頼信（為仲の祖父）の間の14代が不明となった。

### 建御名方神から有員まで
建御名方神から有員までの系図も不明とされる。

### 頼満（安芸守）以降
寺田・鷲尾（2010年（平成22年））などの複数の研究者は、この記述を怪しいと見て、「異本阿蘇氏系図に関連する金刺氏系図から、神氏の側が捏造した可能性もある」と評価している（ただし、金刺氏系図が『神氏系図』の内容を剽窃した可能性もなくはないと指摘している。）。